# Беервиц, Иосиф Фёдорович
Осип (Иосиф) Фёдорович фон Беервиц (нем. Josef Theodor von Beervitz; около 1740 — 1812) — барон Священной Римской Империи, генерал-майор Русской императорской армии, герой Русско-турецкой войны 1787—1791 гг., кавалер ордена св. Георгия IV степени.

## Биография
Из баронского рода фон Беервицев. В австрийской армии дослужился до подполковника — заместителя командира одного из гвардейских кавалерийских полков. Уволился со службы из-за разногласий с наследным принцем.
В русскую военную службу вступил 29 декабря 1777 года подполковником — императрица Екатерина II приняла его по личной рекомендации императрицы Марии Терезии тем же чином в Новотроицкий кирасирский полк. Полковник Херсонского легкоконного полка с 21 апреля 1784.
С 21 января 1788 года по 20 июня 1791 — полковник (с 21 апреля 1789 — бригадир; с 25 марта 1791 года — генерал-майор) Каргопольского карабинерного полка. В июле 1790 года — командир бригады из трёх карабинерных полков — Каргопольского, Ростовского и Нарвского в составе Кавказского корпуса.
30 сентября 1790 года в чине бригадира командовал правой колонной корпуса генерал-поручика Германа в сражении против Батал-паши при Каменном броде на реке Кубань. За этот бой 25 марта 1791 года награждён орденом св. Георгия IV степени и чином генерал-майора, назначен состоять при Соединённой Армии. В 1793 году — «при войсках на Кавказской линии». В 1794—1796 гг. состоял при войсках «главнокомандующего Москвы» князя Прозоровского.
В 1804 году — командующий Оренбургской и Сибирской дивизией. Скончался в 1812 году.